# Teateråret 1850

## Händelser

### Januari
- 2 januari - Det norske Theater grnundas i Bergen. [1]

## Årets uppsättningar

### Februari
- 11 februari - Jeanette Stjernströms pjäs Carl XII vid Pultava eller Sista resursen har urpremiär på Mindre teatern i Stockholm [2].

### Maj
- 2 maj - Jeanette Stjernströms pjäs Tidens strid har urpremiär på Mindre teatern i Stockholm [3].

### Juni
- 11 juni - Jeanette Stjernströms pjäs Läsare-presten har urpremiär på Mindre teatern i Stockholm [4].

### Augusti
- 28 augusti - Richard Wagners opera Lohengrin har premiär i Weimar [5].

### November
- 25 november - Jeanette Stjernströms pjäs Fyra dagar av konung Gustaf III:s regering har urpremiär på Mindre teatern i Stockholm [6].

### Okänt datum
- Den politiske kocken av August Blanche
- Döden fadder av August Blanche
- Komedianterne av August Blanche
- Några lyriska stycken samt sceniska monologer och dialoger av August Blanche
- Profbladet eller Frihetens lön av August Blanche

## Födda
- 15 januari - Nils Personne (död 1928), svensk skådespelare och regissör.
- 26 mars - Amalia Riégo (död 1926), svensk operasångerska (sopran).
- 17 april - Algot Lange (död 1930), svensk operasångare.
- 17 augusti - Siri von Essen (död 1912), finlandssvensk skådespelerska.
- 18 oktober - Arvid Ödmann (död 1914), svensk operasångare (tenor).
- 26 oktober - Betty Hennings (död 1939), dansk skådespelerska.

## Avlidna
- 20 januari - Adam Oehlenschläger, 70, dansk skald och dramatiker.
- 15 februari - Elisabeth Forsselius, 79, svensk operasångerska och skådespelerska.
- 12 augusti - Aurora Strandberg, 23, svensk skådespelerska.
- Jean Högqvist (född 1814), svensk skådespelare.

### Fotnoter
1. ↑  ”Det norske Theater i Bergen”. Arkiverad från originalet den 9 oktober 2007. https://web.archive.org/web/20071009072115/http://www.dns.no/ibsen/default.asp?kat=619&id=3680. Läst 14 april 2011.
2. ↑  ”Dramawebben”. Arkiverad från originalet den 11 augusti 2010. https://web.archive.org/web/20100811053833/http://www.dramawebben.se/pjas/carl-xii-vid-pultava-eller-sista-resursen. Läst 23 mars 2011.
3. ↑  ”Dramawebben”. Arkiverad från originalet den 11 augusti 2010. https://web.archive.org/web/20100811235837/http://www.dramawebben.se/pjas/tidens-strid-eller-det-basta-kapitalet. Läst 23 mars 2011.
4. ↑  ”Dramawebben”. Arkiverad från originalet den 11 augusti 2010. https://web.archive.org/web/20100811231428/http://www.dramawebben.se/pjas/lasare-presten. Läst 23 mars 2011.
5. ↑  Grove's Dictionary of Music and Musicians, 5th ed., 1954
6. ↑  ”Dramawebben”. Arkiverad från originalet den 11 augusti 2010. https://web.archive.org/web/20100811061327/http://www.dramawebben.se/pjas/fyra-dagar-av-konung-gustaf-iiis-regering. Läst 23 mars 2011.